# Gudme jernalderfund
Gudme jernalderfund er en række rige fund fra jernalderen, som er gjort i og omkring Gudme på Sydøstfyn. Ca. 300-600 e.Kr. har der ligget en stor boplads, som har været blandt de rigeste steder i Danmark. Arkæologiske udgravninger har afdækket adskillige hustomter, bl.a. en stor hal på næsten 5002 og mange fund af ædelmetal. Det er blevet fremført, at Gudmebygden kan have været den største by i Skandinavien, og der er sammenlagt fundet over 10 kg guld i området. Fundene viser også, at der har været kontakt med både Romerriget og Frankerriget.
Der er fundet tre skatte med romerske guld- og sølvmønter, tre sølvskatte med bl.a. romerske sølvfade klippet i stykker og sølvbarrer, fem guldskatte med hals- og armringe, beslag fra kostbare sværd, guldbrakteater og guldbarrer.
I 2010 blev der fundet en ornamenteret halsring på 140 g fra omkring år 500 e.Kr. under Svendborg Museums udgravning af jernalderhuse i området. Der blev også fundet en romersk guldmønt, der er enestående i Danmark. Et andet møntfund (Gudme III) består af 293 siliquaer fra den romerske kejsertid i 300-tallet, og det er det største fund af den typer mønter i Danmark. Der er også adskillige eksempler på mindre fund af romerske mønter, heriblandt tre romerske bronzemønter, som kun sjældent findes uden for Romerriget. I alt er der fundet over 1000 romerske mønter i Gudme-området.
En anden skat fra midten af 500-tallet, Gudme II-skatte, består af ni brakteater, to hængesmykker, en snoet fingerring, en sværdremsknap og en sølvdenar.
I 1994 blev der ved Gudmehallerne fundet arkæologiske spor af en stor hal med et areal på 47 x 10 m, som har fået navnet Gudmefyrstens eller Gudmekongens hal. Den har været bygget af brede planker, og taget har været båret af otte kraftige stolper. Der har været en bred indgang midt i huset. Bygningen blev opført i 200-tallet og har været brugt i omkring 100 år. Der er fundet spor af seks større bygninger, som har afløst hinanden over en 200-300 år. Der er gjort særligt rige fund omkring dem. Der er fundet 115 romerske sølvmønter og flere smykkedele, hvoraf nogle er fundet i stolpehuller. Der er også fundet en lille maske i sølv.
En række af fundene er udstillet på Nationalmuseet i København. Flere af husene som Gudmekongens hal er markeret med små betonklodser.